# 深井站 (广东城际)
深井站是琶莲城际铁路建设中的地下车站，位于中国广东省广州市黄埔区长洲岛金洲南路南侧，预计2025年启用。

## 车站结构
深井站为地下三层三跨明挖顺作岛式站台车站，主体外包总长276米，标准段总宽25.2米，站台宽14.6米，站台有效长210米。车站共设置5个出入口（含连接通道）、两组风亭及一处冷却塔。
本站另设置有长距离换乘通道连接同名地铁车站。

## 历史

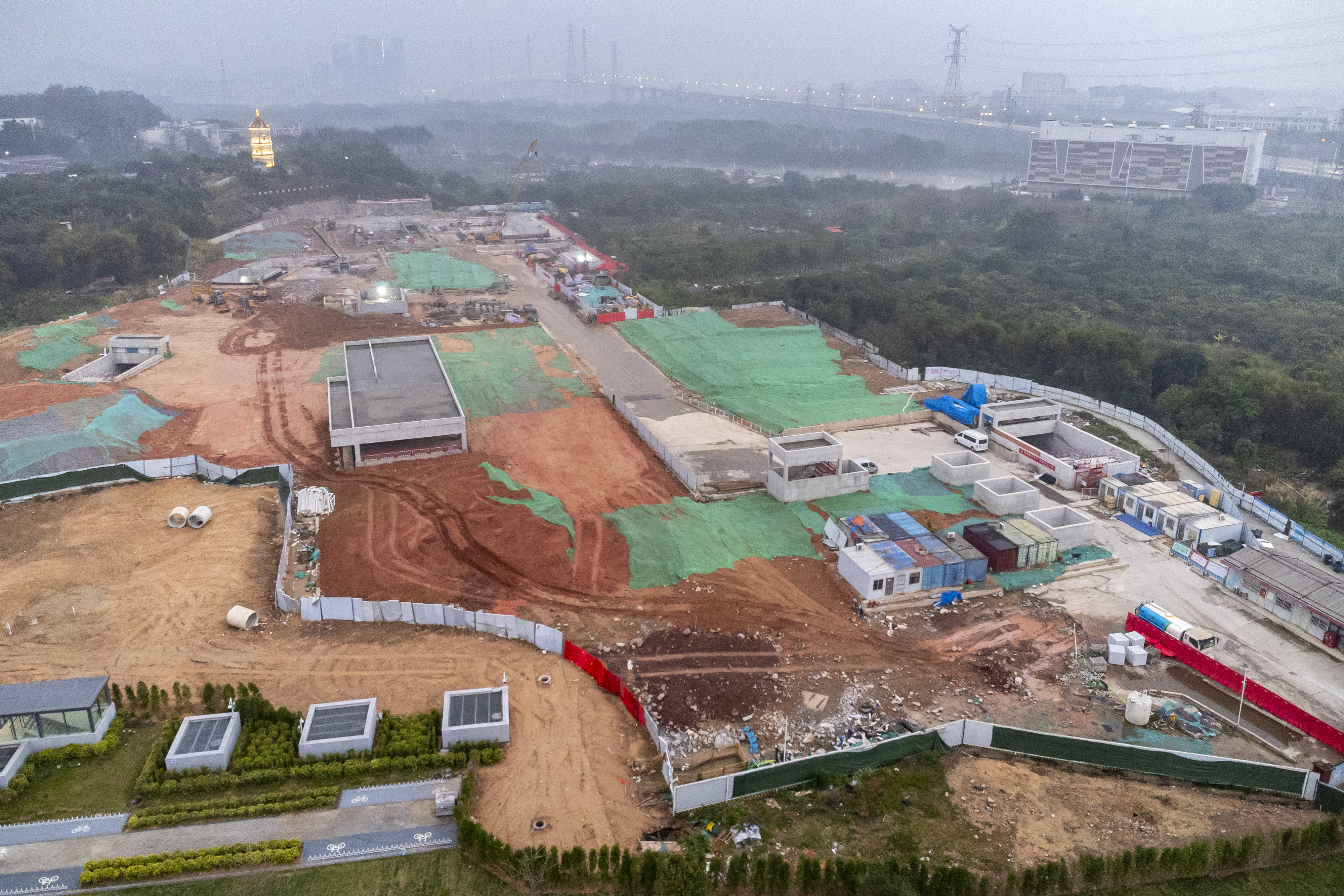
建设中的车站（2024年3月）

在琶洲支线早期规划中，线路贯穿广州大学城；后为绕避海珠湿地公园和大学城而东移线位，在大学城东侧的长洲岛上设大学城东站。
2021年5月，本站主体结构全部完工。2024年4月底，包括本站在内的穗深城际全线取得建设工程规划许可证。2025年，车站定名深井站。